# Лесностенковский сельский совет Харьковской области
Лесностенковский сельский совет — входит в состав Купянского района Харьковской области Украины.
Административный центр сельского совета находится в селе Лесная Стенка.

## История
- 1923 — дата образования.

## Населённые пункты совета
- село Лесная Стенка
- село Белое
- село Воронцовка
- село Синиха
- село Хомино

### Ликвидированные населённые пункты
- посёлок Вишневый Сад
- село Ивановка
- село Крещатое
- село Шаповаловка